# Берич, Снежана
Снежана Берич (серб. Снежана Берић, род. в 1960 в Белграде) — популярная сербская певица, выступающая под псевдонимом Extra Nena; представительница Югославии на конкурсе песни Евровидение 1992.
Родилась в 1960 году. Обучалась в музыкальной школе им. Иосипа Славенски в Белграде. Известна в Сербии под псевдонимом Экстра Нена. За свою музыкальную карьеру получила более двадцати наград, неоднократно принимала участие на различных фестивалях.
В 1992 году представляла свою страну на Евровидении с песней «Љубим те песмама». С результатом в 44 балла, она финишировала тринадцатой. Примечательно, что Снежана стала последней представительницей Югославии на конкурсе, поскольку в дальнейшем эта страна прекратила своё существование.